# Grüne Hochzeit
Grüne Hochzeit  ist ein deutscher Spielfilm von Herrmann Zschoche aus dem Jahr 1989. Der Titel spielt auf die umgangssprachliche Grüne Hochzeit, den Tag der Hochzeit, an.

## Handlung
Susanne und Robert sind ein Paar, sehen sich im Kino verliebt Sieben Sommersprossen an und verbringen den Tag damit, ein Liebesnest in einer Wohnung von Freunden zu finden, und sei es nur für eine Stunde. Sie ist 17 und arbeitet in einer Fabrik; der 18-jährige Robert plant, seinen Meister als Bauarbeiter zu machen. Susanne wird ungeplant schwanger und will ihr Kind bekommen. Susanne und Robert heiraten und beziehen eine Ausbauwohnung – eine vollkommen verfallene Wohnung in einer alten Jugendstilvilla, die beide herrichten müssen. Ständige Renovierungsarbeit bei Materialknappheit und fehlendem Geld bestimmen die ersten Ehewochen. Als Susanne für Robert überraschend Zwillinge zur Welt bringt, die sie Romeo und Julia nennt, muss die Lebensplanung ein weiteres Mal umgestellt werden.
Das gemeinsame junge Eheglück währt nicht lange. Susanne, von der Hausarbeit und der Kinderbetreuung erschöpft, will abends nur noch fernsehen, während Robert Geld verdient. Tagsüber arbeitet er als Lehrling bei einem Schreiner, abends fährt er schwarz Taxi und lernt nachts für seine Meisterprüfung. Ein gemeinsames Leben führen beide nicht mehr, sondern begegnen sich immer häufiger mit gegenseitigen Vorwürfen. Robert will seine Freiheit zurück und zieht zu Mannequin Jeanine. Susanne erhält Hilfe von ihrem guten Freund Paul. Er eröffnet ihr, sie schon lange zu lieben, doch Susanne erkennt bald, dass sie Robert nicht vergessen kann. Paul will zwar ihr Freund bleiben, zieht sich jedoch aus dem gemeinsamen Leben zurück. Als eines Tages vieles zusammenkommt – Susanne verliert ihr Portemonnaie, die Wohnung steht nach einem Leitungsschaden unter Wasser, die Kinder schreien und niemand steht an ihrer Seite – zerschlägt Susanne eine Türscheibe und zerschneidet sich eine Pulsader. Wenig später findet Robert die halb ohnmächtige Susanne. Er hat Jeanine verlassen und will seiner Ehe eine zweite Chance geben.

## Produktion
Grüne Hochzeit wurde 1988 gedreht und erlebte am 26. Mai 1989 im Prisma in Halle-Neustadt seine Premiere. Nach Interventionen von Funktionären ordnete die Hauptverwaltung Film an, den Satz: „Polizisten sind wie Schnittlauch, außen grün und innen hohl“ aus allen Kopien zu entfernen.
Grüne Hochzeit wurde von Kritik und Zuschauern als indirekte Fortsetzung des Films Sieben Sommersprossen angesehen. Der Film wird zu Beginn von Grüne Hochzeit im Kino gezeigt und auch das Paar Susanne und Robert (in Sieben Sommersprossen Karoline und Robbi) haben sich vor einigen Jahren in einem Ferienlager kennen und lieben gelernt. In beiden Filmen spielt William Shakespeares Romeo und Julia eine wichtige Rolle. Während in Sieben Sommersprossen das Stück am Ende von den Kindern aufgeführt wird und Karoline und Robbi die Hauptrollen übernehmen, nennen Susanne und Robert ihre Kinder Romeo und Julia. In einer Szene liegt Robert betrunken auf einem Grab und gibt an, es sei Julias Grab, auf dem er liege. In einer anderen Szene liest Susanne die letzten Worte Julias vor, als sie den toten Romeo neben sich sieht.

## Kritik
Die zeitgenössischen Kritik schrieb, dass der Film wie das Leben selbst wirke. „Das zu bestehen, sagt man, ist eine Kunst, aber Kunst ist es nicht. Wie aus dem soziologischen Baukasten entwickelt Christa Kożik die Konfliktlinie, die kleinen Banalitäten steilen sich auf zur unbeherrschten Krise, er geht fremd, sie geht fremd, Selbstmordversuch, Rettung, Hoffnung, eine Frage am Ende, die Diskussion ist eröffnet.“ Andere Kritiker meinten, dass der Film „zwischen Realismus und Kintopp“ pendele.
Der film-dienst meinte: „Das Plädoyer für eine Partnerschaft auf Dauer, verbunden mit der Warnung vor übereilten Entscheidungen, ist sehr auf soziale Genauigkeit bedacht; allerdings mangelt es ihm an künstlerischer Dichte und Überhöhung.“
Cinema schrieb, der Film sei „durchwachsen: teils kritisch, teils kitschig“.